# Gernot Meyer-Grönhof
Gernot Meyer-Grönhof  (* 1951 in Bad Kreuznach) ist ein deutscher Maler und  Bildhauer.
Meyer-Grönhof studierte an der Johannes-Gutenberg-Universität in Mainz Bildende Kunst. Seit 1986 ist er in Bad Kreuznach als freischaffender Künstler tätig. Seit 1983 war er mit seinen Werken auf über 50 Ausstellungen vertreten, darunter 15  Einzelausstellungen. Er war langjähriger 1. Vorsitzender des Berufsverbandes Bildender Künstler, Sektion  Rheinland-Pfalz. Schwerpunkte seiner künstlerischen Tätigkeit sind: Kunst am Bau, bemalte Holz-Relief-Bilder sowie Plastiken in Stahl, Bronze und Edelstahl. Heute ist er Lehrer für bildende Kunst am Lina-Hilger-Gymnasium in Bad Kreuznach.

## Auszeichnungen
- 1991 Kunstpreis des Sozialministeriums
- 1996 Kulturpreis der Stadt Bad Kreuznach
- 2003 Verdienstorden des Landes Rheinland-Pfalz

| Personendaten    | Personendaten                 |
| ---------------- | ----------------------------- |
| NAME             | Meyer-Grönhof, Gernot         |
| KURZBESCHREIBUNG | deutscher Maler und Bildhauer |
| GEBURTSDATUM     | 1951                          |
| GEBURTSORT       | Bad Kreuznach                 |